# Bistum Wladiwostok

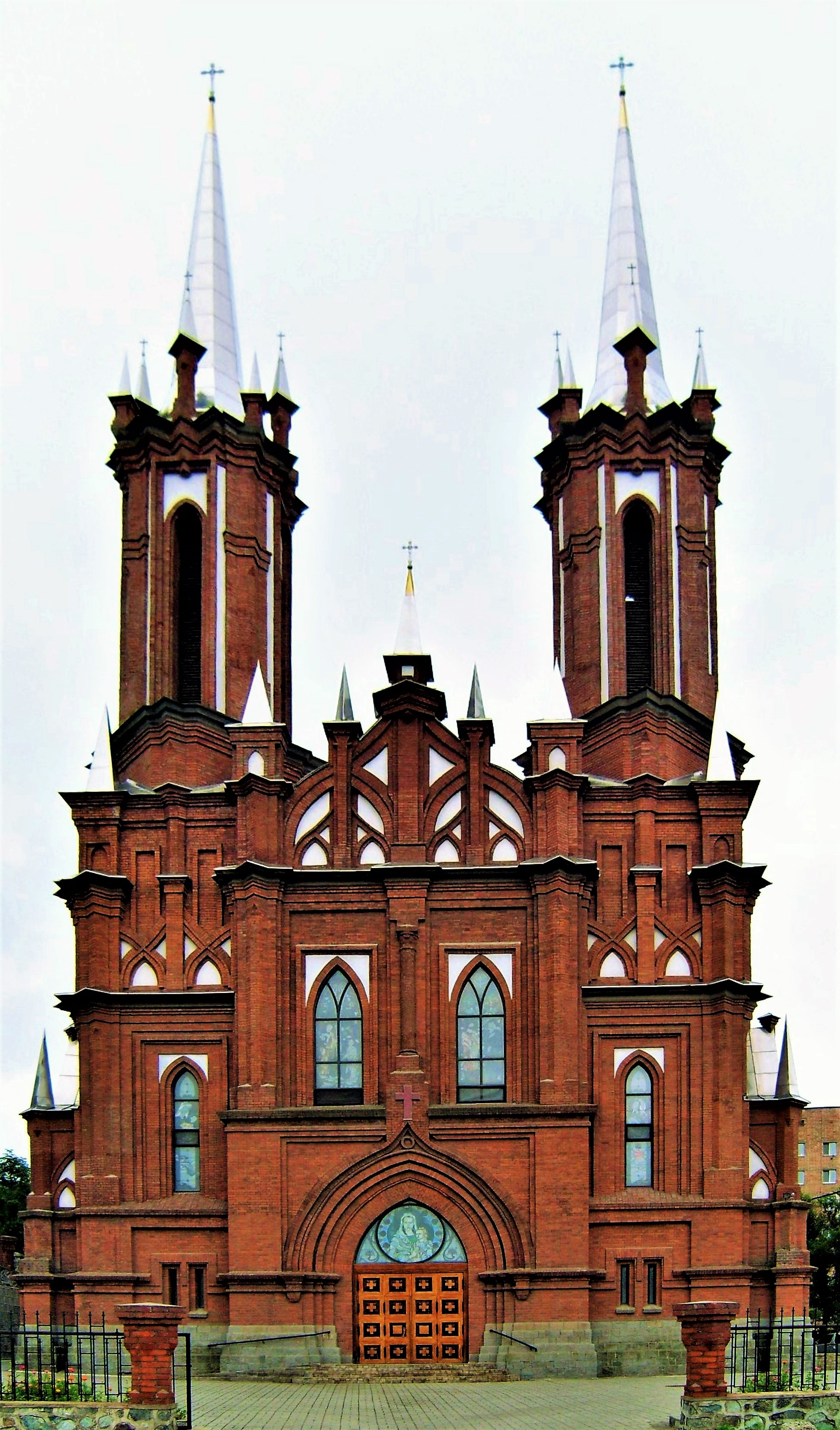
Katholische Gottesmutter-Kirche in Wladiwostok

Das katholische Bistum Wladiwostok (lat. Dioecesis Vladivostokensis) im fernen Osten Russlands ist eine faktisch untergegangene Diözese. Sie war am 1. Dezember 1921 als Apostolisches Vikariat Sibirien begründet worden. 1923 zum Bistum erhoben, umfasste sie nominell ganz Russland, wurde aber schon nach dem Tod des ersten Bischofs Carlo Sliwowski 1933 nicht mehr besetzt. 1991 wurde das Gebiet des europäischen Russlands als Erzbistum Moskau kirchlich neu organisiert. In Sibirien existieren zwei weitere katholische Bistümer. Spätestens mit der Erhebung der russischen Administraturen zu regulären Diözesen (darunter Irkutsk, auf dessen Gebiet die Stadt Wladiwostok liegt) ist das Bistum mangels verbliebenen, auch nur theoretischen, Territoriums aufgehoben. Die Auflösung erfolgte am 11. Februar 2002.